# Большое Варпаярви
Большое Варпаярви — пресноводное озеро на территории Кестеньгского сельского поселения Лоухского района Республики Карелии.

## Общие сведения
Площадь озера — 5,5 км², площадь водосборного бассейна — 19,4 км². Располагается на высоте 214,7 метров над уровнем моря.
Форма озера лопастная, продолговатая: оно более чем на пять километров вытянуто с северо-запада на юго-восток. Берега изрезанные, каменисто-песчаные, местами заболоченные.
Из залива на северо-восточной стороне Большого Варпаярви вытекает безымянная протока, впадающая в озеро Малое Варпаярви, через которое протекает река Варака, впадающая в Пяозеро.
В озере расположены два безымянных острова различной площади.
Населённые пункты и автодороги вблизи водоёма отсутствуют.
Код объекта в государственном водном реестре — 02020000411102000000544.